# Valmeinier
Valmeinier è un comune francese di 445 abitanti situato nel dipartimento della Savoia della regione dell'Alvernia-Rodano-Alpi. È un'importante stazione sciistica collegata in un unico comprensorio con Valloire.

## Società

### Evoluzione demografica
Abitanti censiti